# Société européenne d'oncologie médicale
La Société européenne d'oncologie médicale est la principale organisation professionnelle en oncologie médicale. Avec plus de 40 000 membres représentant des professionnels de l'oncologie de plus de 177 pays à travers le monde, l'ESMO a été fondée en 1975.

## Annals of Oncology
Fondée en 1990, la revue scientifique phare de l'ESMO, Annals of Oncology, publie des articles sur l'oncologie médicale, la chirurgie, la radiothérapie, l'oncologie pédiatrique, la recherche fondamentale et la prise en charge globale des patients atteints de maladies malignes. Annals of Oncology est le journal officiel de l'ESMO et depuis 2008 de la Société japonaise d'oncologie médicale (JSMO)

## Directives de pratique clinique de l'ESMO
Les directives de pratique clinique (CPG) de l'ESMO sont destinées à fournir aux professionnels de l'oncologie un ensemble de recommandations pour les meilleures normes de soins contre le cancer, basées sur les découvertes de la médecine factuelle. Chaque ligne directrice de pratique clinique comprend des informations sur l'incidence de la malignité, les critères de diagnostic, le stade de la maladie et l'évaluation des risques, les plans de traitement et le suivi conçus pour aider les oncologues à prodiguer des soins de qualité appropriée à leurs patients.

## Conférences ESMO
Le congrès annuel de l'ESMO, qui se tient chaque année, rassemble 25 000 participants. Le congrès présente les derniers développements scientifiques dans la recherche fondamentale, translationnelle et clinique sur le cancer et contextualise les nouvelles découvertes pour une mise en œuvre pratique dans les soins quotidiens des patients.

## Ressources de formation médicale continue supplémentaires
L'ESMO publie des manuels, des rapports de réunions scientifiques et des directives de formation en oncologie médicale. La Société offre des bourses de formation à la recherche pour les jeunes oncologues, un examen en oncologie médicale et un programme d'accréditation pour les instituts offrant aux patients des soins palliatifs et de soutien intégrés. Grâce à une plate-forme de réseautage professionnel en ligne, les membres de l'ESMO collaborent, interagissent et partagent leurs connaissances sur des sujets de recherche et de pratique clinique.

## Échelle de l'ampleur des avantages cliniques de la Société européenne d'oncologie médicale (ESMO-MCBS)
En 2015, l'ESMO a publié la première version de son échelle d'amplitude des avantages cliniques pour évaluer l'ampleur des avantages cliniques des thérapies contre le cancer en intégrant l'efficacité, la survie à long terme et les effets secondaires de tout agent anticancéreux en un seul score. ESMO-MCBS a été mis à jour avec la publication de la version 1.1 en 2017. Les formulaires sont disponibles sur le site officiel de l'ESMO.

## Liste des dirigeants
| Identité                                 | Période | Période | Durée |
| Identité                                 | Début   | Fin     | Durée |
| ---------------------------------------- | ------- | ------- | ----- |
| Josep Tabernero Caturla (d) (né en 1963) | 2018    | 2019    | 1 an  |
| Solange Peters (née en 1972)             | 2020    | 2022    | 2 ans |
| Andrés Cervantes (d)                     | 2023    | 2024    | 1 an  |
| Fabrice André (en) (né en 1972)          | 2024    | 2025    | 1 an  |